# 丁扬忠
丁扬忠（1932年11月—），笔名方燕，男，广东高州人，中国戏剧评论家，曾任中央戏剧学院副院长、教授，中国戏剧家协会常务理事。